# 임팩트 그랜드 챔피언십

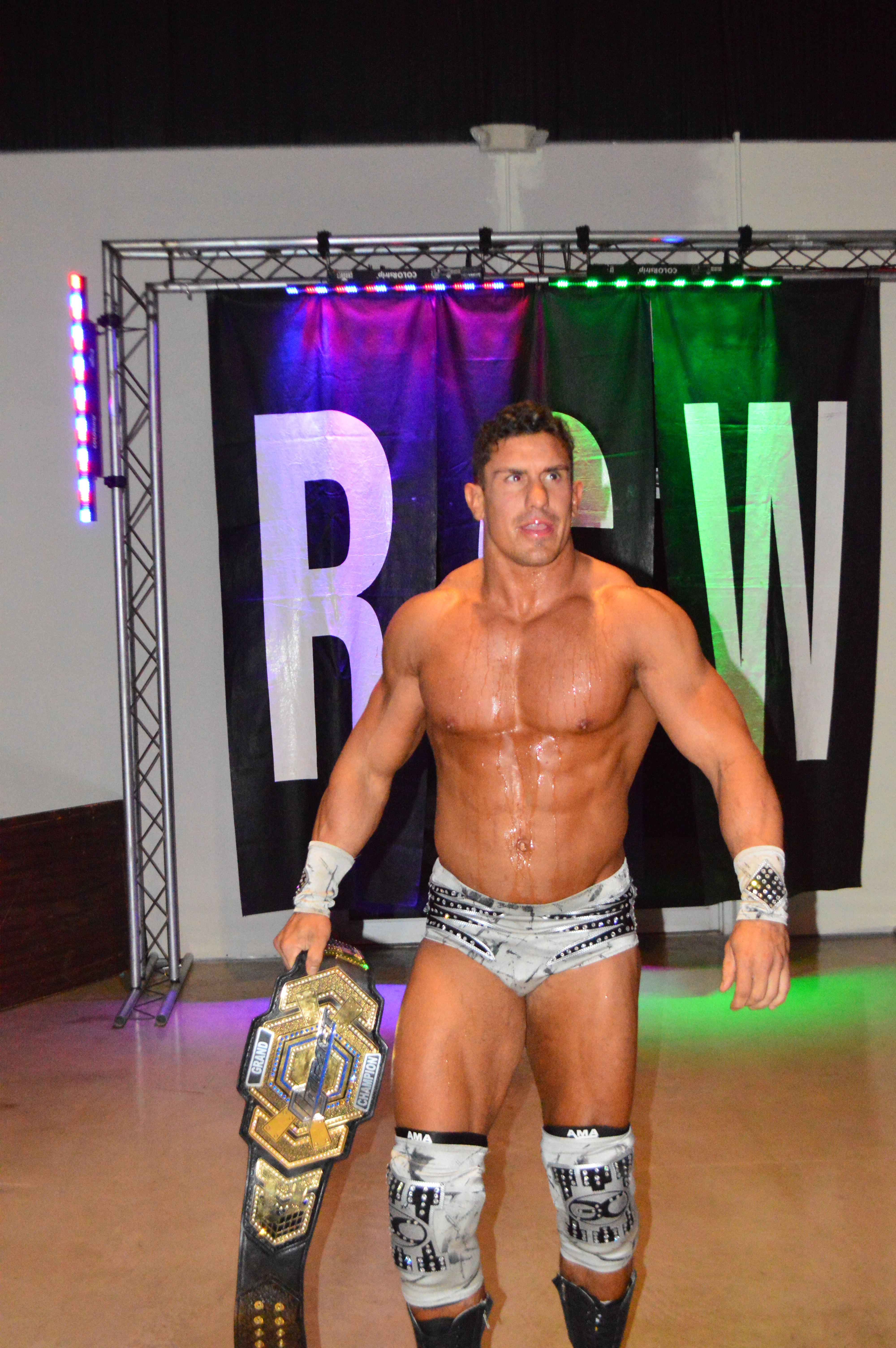

임팩트 그랜드 챔피언십(Impact Wrestling Grand championship)은 임팩트 레슬링의 챔피언십 중 하나다. 
중간급 챔피언십을 나타내지만 트리플 크라운 챔피언십은 인정되지 않으며 그랜드 슬램 챔피언십에만 3위급으로써 필요한 챔피언십이기도 하다. 다른 챔피언십과 다르게 MMA처럼 3분 3라운드 제한시간이 있으며 제한시간 종료 후 판정으로 승부를 가리는 룰이 적용된다.

## 역사
임팩트 그랜드 챔피언십은 TNA 킹 오브 더 마운틴 챔피언십이 폐지된 후 대신 창설된 챔피언십이다.

## 역대 타이틀 명칭
| 타이틀 명칭                | 연도                            |
| -------------------------- | ------------------------------- |
| TNA 임팩트 그랜드 챔피언십 | 2016년 9월 1일 ~ 2017년 3월 2일 |
| 임팩트 그랜드 챔피언십     | 2017년 3월 2일 ~ 현재           |

## 기록들
- 초대 챔피언 : 애런 렉스

## 역대 챔피언 선수 목록
- 애런 렉스 (초대 챔피언)
- 드류 갤로웨이
- 무스
- 이든 카터 3세
- 맷 사이달
- 조쉬 매튜스
- 오스틴 에리스 (마지막 챔피언)

## 같이 보기
- WWE 인터콘티넨탈 챔피언십
- WWE 유나이티드 스테이츠 챔피언십
- WWE 유러피언 챔피언십
- WWE 하드코어 챔피언십
- WCW 월드 텔레비전 챔피언십
- TNA X-디비전 챔피언십
- 그랜드 슬램 챔피언십
- 부커 T